# 降烟碱
降烟碱是存在于烟草等植物的生物碱，化学式为C9H12N2。它的结构与烟碱相似，但少了一个甲基，因此又称去甲烟碱。
降烟碱在腌制、加工烟草时会变为1类致癌物N-亚硝基降烟碱。降烟碱与口水反应也会产生N-亚硝基降烟碱。

## 合成
降烟碱可通过用氧化银将烟碱去甲基化而成。
它也可由麦斯明的催化氢化或被硼氢化钠还原产生。

## 药学作用
降烟碱与烟碱型乙酰胆碱受体的亲和力高，会以此抑制大鼠纹状体的多巴胺转运体，释放多巴胺。